# Cheddar (Somerset)
Cheddar [ˈtʃɛˌdə] (Anhörenⓘ) ist eine Kleinstadt in der englischen Grafschaft Somerset.

## Lage
Der Ort liegt etwa 25 km südwestlich von Bristol am Fuße der Mendip-Hügel in der Nähe der Cheddar Cliffs.

## Geschichte
Das Gebiet um das Dorf hat eine lange Geschichte. In den Höhlen der Cheddar Gorge wurden Belege dafür gefunden, dass die Gegend schon 11.000 vor Christus bewohnt war. Die Gough-Höhle ist archäologischer Ausstellungsort der Funde aus dem späten Paläolithikum (12.000–13.000 Jahre alt) und des ältesten kompletten Skeletts in Britannien (Cheddar Man, ca. 10.000 Jahre alt). Im Jahr 1130 bezeichnete ein zeitgenössischer Autor die Schlucht wegen ihrer landschaftlichen Schönheit als eines der "Four wonders of England".
Die Region wurde erstmals unter König Alfred im Jahre 880 erwähnt, damals war der Ort als Ceodre bekannt. 1086, im Jahr der Niederschrift des Domesday Book, war Cheddar in königlichem Besitz. 
Im 13. Jahrhundert, als der nach dem Ort benannte Käse bereits berühmt war, wuchs die Siedlung, bis sie Mitte des 14. Jahrhunderts wegen der Pest und des folgenden Hungers wieder zusammen schrumpfte.
Der Tourismus begann 1869 mit der Eröffnung der Cheddar Valley Railway. Die Arbeiter kamen aus den Städten, um am bank holiday dort einen freien Tag zu genießen. Die Strecke wurde aber auch als The Strawberry Line („Erdbeer-Linie“) bekannt, weil sie Erdbeeren aus der Gegend in alle Teile des Landes transportierte. Erdbeeren werden noch heute angebaut und am Straßenrand verkauft.

## Städtepartnerschaft
Cheddar unterhält eine Städtepartnerschaft mit der deutschen Stadt Felsberg im Schwalm-Eder-Kreis sowie der französischen Kommune Vernouillet.

## Sehenswürdigkeiten

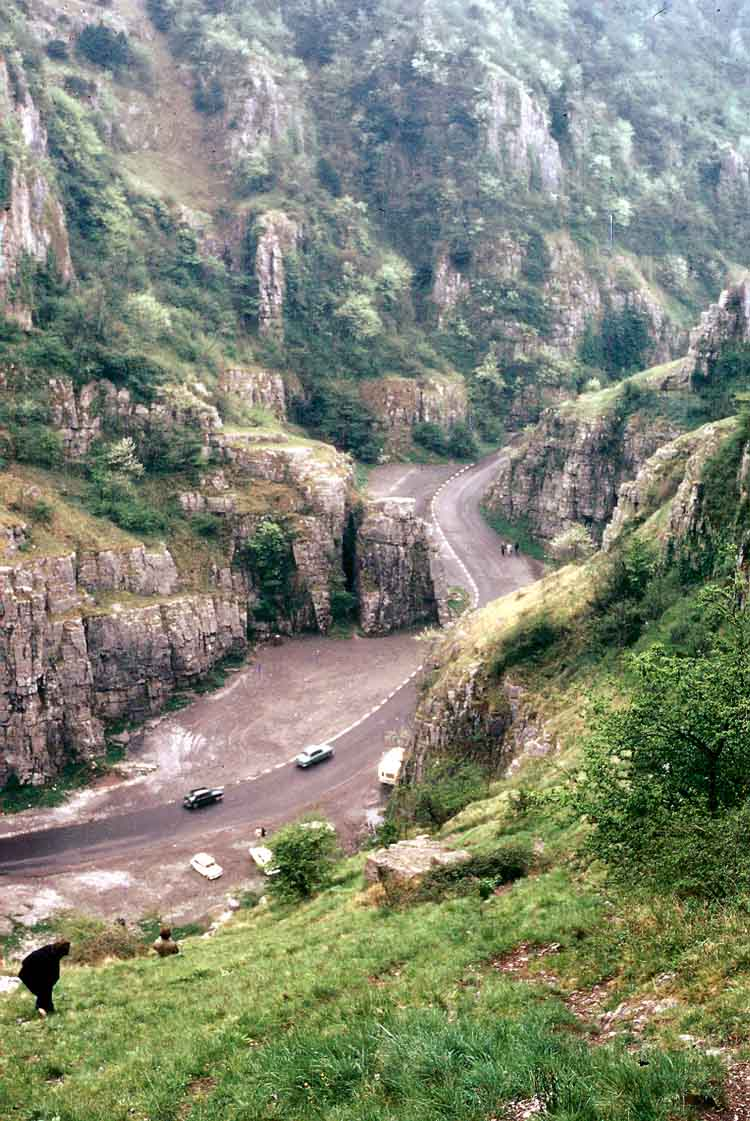
Cheddar Gorge

Bekannt ist der Ort wegen des Cheddar-Käses, der dort hergestellt wird. Cheddar ist heute ein beliebter Ausflugsort. Reste einer römischen Villa wurden entdeckt. Seit dem 15. Jahrhundert markiert ein Monument (Cheddar Market Cross) an der Kreuzung dreier Straßen in Cheddar den früheren Marktplatz. Sehenswürdigkeiten sind St. Andrew’s Church, das Käsemuseum und die naheliegende Schlucht mit ihren Höhlen. Letztere ist vermutlich Ursprung des Ortsnamens: Das Wort Cheddar leitet sich vom altenglischen ceodre ab, was Höhle oder Schlucht bedeutet.